# 니시타이시도역
니시타이시도역(일본어: 西太子堂駅, にしたいしどうえき)은 일본 도쿄도 세타가야구에 있는 도쿄 급행 전철의 역이다. 역 번호는 SG02이다.

## 역 구조
상대식 승강장 2면 2선의 지상역이다. 본 역을 포함한 세타가야 선 내 중간역은 모두 이 구조이다. 승강장에는 접근 표시기가 설치되어 있다.

### 승강장
| 승강장 | 노선        | 방향 | 행선                        |
| ------ | ----------- | ---- | --------------------------- |
| 남     | 세타가야 선 | 하행 | 가미마치・시모타카이도 방면 |
| 북     | 세타가야 선 | 상행 | 산겐자야 방면               |

## 역 주변
북쪽으로 나오면 다이시도 5초메, 세타가야 구립 다이시도 초등학교 등이 가깝고 남쪽으로 나오면 와카바야시 1초메가 가깝다.
산겐자야 역이 주변 재개발 과정에서 본 역 근처로 이전한 결과, 본 역과 산겐자야 역과의 거리는 매우 가까워졌다. 현재, 산겐자야 역과 이 역간의 거리는 300m밖에 떨어져있지 않아서 생활 문화권은 공통된다. 산겐자야 역에서 승차하고 본 역에서 하차하는 이용자는 거의 없다.

## 역사
- 1925년 1월 18일: 니시야마역으로 영업 개시.
- 1939년 10월 16일: 니시타이시도역으로 역명 변경.

## 인접역
| 도쿄 급행 전철 세타가야 선   | 도쿄 급행 전철 세타가야 선 | 도쿄 급행 전철 세타가야 선         |
| ---------------------------- | -------------------------- | ---------------------------------- |
| SG 01 산겐자야 산겐자야 방면 |                            | 와카바야시 SG 03 시모타카이도 방면 |